# Joe Mendes
Josafat "Joe" Mendes, né le 31 décembre 2002 à Stockholm en Suède, est un footballeur international suédois qui joue au poste d'arrière droit à Samsunspor.

## Biographie

### En club
Né à Stockholm en Suède, Joe Mendes commence le football à l'AFC Eskilstuna avant d'être formé par l'AIK Solna. En janvier 2021 il rejoint le Hammarby IF.
Dans un premier temps laissé à la disposition de l'Hammarby Talang FF (en), l'équipe partenaire du club, Joe Mendes est promu dans l'équipe première d'Hammarby en juillet 2021, signant par la même occasion un nouveau contrat de deux ans supplémentaires.
En janvier 2022 Joe Mendes fait son retour à l'AIK Solna. Il signe un contrat courant jusqu'en décembre 2025. Il joue son premier match pour l'AIK le 19 février 2022, à l'occasion d'une rencontre de coupe de Suède contre l'Örgryte IS. Il est titularisé et son équipe l'emporte par deux buts à zéro.
Le 28 janvier 2023, lors du mercato hivernal, Joe Mendes rejoint le Portugal afin de s'engager en faveur du SC Braga. Il signe un contrat courant jusqu'en juin 2028.
Le 2 septembre 2024, Joe Mendes rejoint le FC Bâle, en Suisse. Il arrive sous la forme d'un prêt d'une saison avec option d'achat. Le FC Bâle ne lève pas l'option d'achat du joueur et il quitte le club en juin 2025, il a remporté la Super League 2024-2025 ainsi que la coupe de Suisse 2025.

### En sélection
Joe Mendes honore sa première sélection avec l'équipe nationale de Suède le 12 janvier 2023 contre l'Islande. Il est titularisé, et son équipe l'emporte par deux buts à un.

## Palmarès
Avec le SC Braga, Joe Mendes est finaliste de la Coupe du Portugal en 2023.